# Ceratosphys guttata
Ceratosphys guttata är en mångfotingart som beskrevs av Ribaut 1956. Ceratosphys guttata ingår i släktet Ceratosphys och familjen Opisthocheiridae. Inga underarter finns listade i Catalogue of Life.